# 857 Glasenappia
857 Glasenappia este o planetă minoră ce orbitează Soarele.